# Deutsche Sporthalle
Cet article est basé sur la traduction de son homologue allemand.

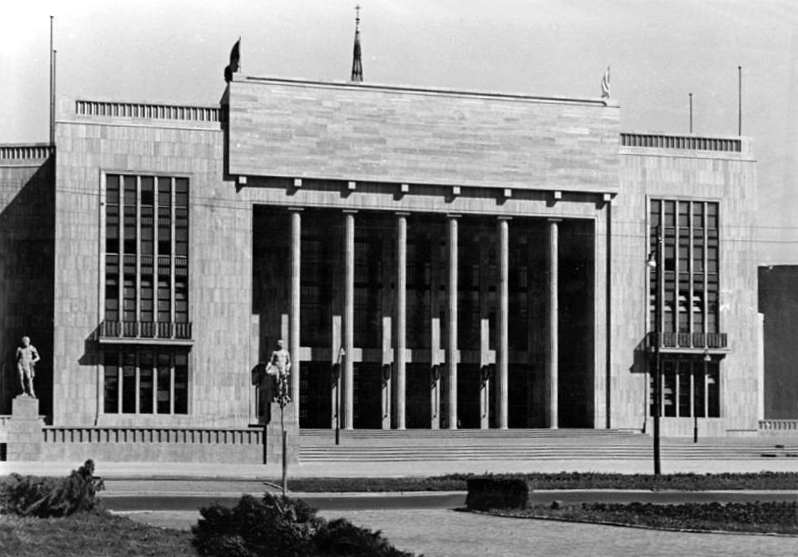
Deutsche Sporthalle, sans le bas-relief, en 1951.

Le Deutsche Sporthalle est un ancien gymnase polyvalent construit à Berlin-Est en 1951 dans le but d’accueillir divers événements dont des manifestations sportives. Situé dans la Stalinallee (rebaptisée Karl-Marx Allee en 1961), le bâtiment sera finalement détruit en 1972.

## Historique

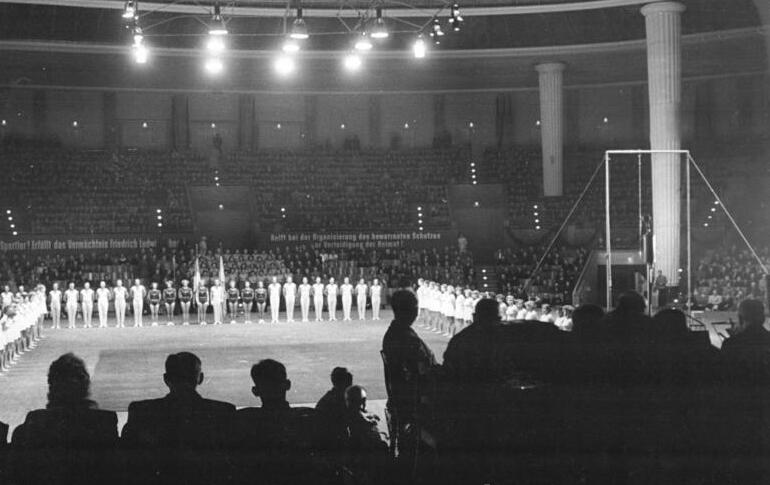
Vue de l'intérieur, en 1952.

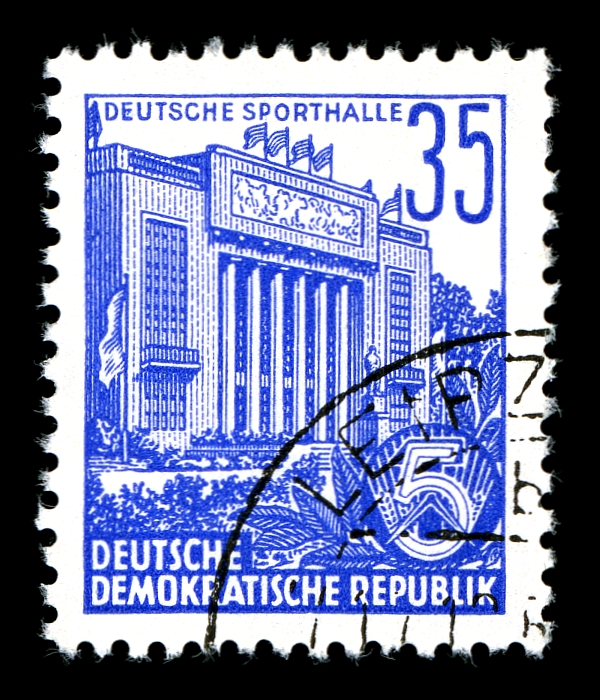
Timbre illustrant le Deutsche Sporthalle, (Edition spéciale de la Deutsche Post pour le plan quinquennal en URSS, en 1953).

Le Deutsche Sporthalle voit le jour en 1951 à l’occasion du troisième Festival mondial de la jeunesse et des étudiants. Son style, conçu par l’architecte allemand Richard Paulick, s’inscrit dans l'Architecture stalinienne classique. La construction du bâtiment ne dure que 148 jours. En août 1951, une statue de Staline est également inaugurée devant ce bâtiment. Le Deutsche Sporthalle représente d’ailleurs la première construction achevée dans le quartier de Berlin-Friedrichshain sur la Stalineallee, alors nommée ainsi en l’honneur de Joseph Staline.

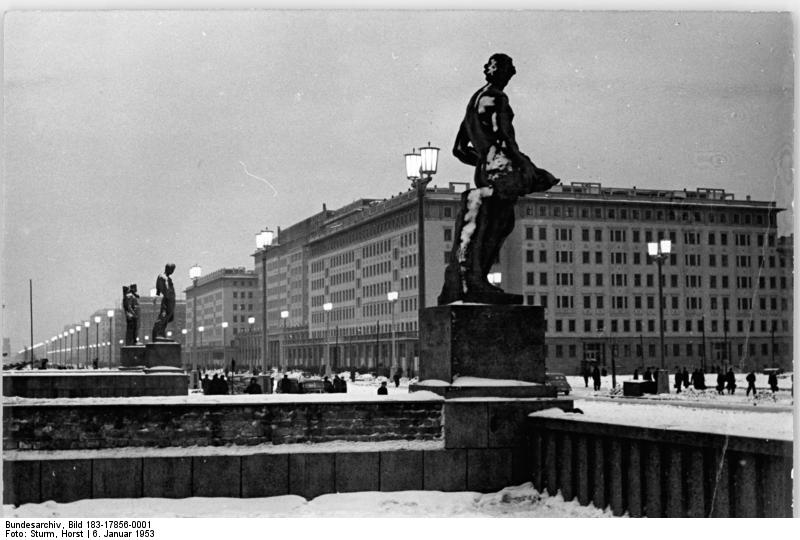
Trois statues devant le Deutsche Sporthalle, en 1953.

L’entrée principale de cet imposant bâtiment de 28 mètres de haut se composait de piliers formant un portail à six colonnes. Au-dessus, on pouvait admirer un large bas-relief représentant des athlètes en action. Les quatre statues réparties de chaque côté du gigantesque perron sont des reproductions des colosses sculptés par Andreas Schlüter pour le Château de Berlin, détruit par le gouvernement de la RDA durant cette période.
Le gymnase disposait d'une surface de 1000 m² (l’équivalent d’un terrain de handball, zone de sécurité comprise) et pouvait accueillir 5000 spectateurs. Comme les poutres métalliques nécessaires à la construction du toit n'étaient pas disponibles à temps, une structure d’appoint dont les poteaux nuisaient à la visibilité à l’intérieur du gymnase a été utilisée dans les premiers temps. 
Inauguré en août 1951, le Deutsche Sporthalle devient le lieu de prédilection pour les compétitions sportives, notamment les matchs de handball, de volley-ball et de boxe. Le gymnase accueille des expositions mais également d’autres types d'événements comme le Conseil mondial de la paix qui y siège en 1952. À partir de 1953, l’exposition architecturale "Deutsche Bauausstellung" s’y déroulera à plusieurs reprises. En 1958, le gymnase hébergera même la première "Fashion Week de Berlin-Est". La statue de Staline est enlevée en novembre 1961 et la partie de la rue située entre Frankfurter Tor et Alexanderplatz est renommée Karl-Marx Allee. De 1962 à 1968, le bâtiment accueille le marché de Noël de Berlin-Est.
Le lieu, depuis connu sous le nom de Klub der Jugend und Sportler (« Club de la jeunesse et du sport »), doit fermer ses portes en 1968 pour rénovation. En effet, les importants vices de construction représentent un réel danger d’effondrement lors des grands événements. Le dernier d'entre eux a d'ailleurs lieu en 1969 ; à l’occasion du 20e anniversaire de la RDA, une rencontre de la jeunesse socialiste est organisée dans le gymnase et accompagnée d’une exposition retraçant les vingt années de RDA. Des innovations y sont présentées, comme le « Präsent 20 », un textile typique de la RDA, tandis que les visiteurs peuvent y faire plastifier leurs clés grâce à un procédé de galvanisation par immersion. 
Enfin, en septembre 1971, sur ordre du SED, le Magistrat de Berlin renonce aux réparations du bâtiment qui sera par conséquent démoli l’année suivante. On érige, en lieu et place de l’ancien complexe sportif un îlot urbain constitué de grands ensembles de style Plattenbau.